# Robert av Mortain
Robert av Mortain, död 1095, var halvbror till Vilhelm Erövraren, och blev en betydande markägare i både England och Normandie.
Han var son till Vilhelm Erövrarens mor Herleva och Herluin, vicomte av Conteville. Odo av Bayeux var hans äldre bror. Han föddes omkring år 1040, möjligtvis några år tidigare.  
Omkring 1055 befäste hertig Vilhelm sitt grepp om hertigdömet och då han avsatt greven av Mortain, gav han förläningen till brodern Robert.  Mortain var ett gränsterritorium på gränsen till Bretagne och Maine och Robert bidrog till hertigdömets försvar genom att bygga borgar i staden Mortain, vid Saint-Hilaire-du-Harcouët, Le Teilleul och Tinchebray.
Under det nästa decenniet var Robert en nära rådgivare hos sin halvbror och ofta närvarande vid hans hov, och vid det råd som planlade om den normandiska invasionen av England. Han stred troligen i själva slaget vid Hastings, även den tidens källor nämner det specifikt, och viktigare är att han bidrog till en stor del av invasionsflottan.
Efter erövringen tilldelades han stora landområden i England, däribland det strategiska  Pevensey i Sussex, och andra områden som skyddade London, däribland Berkhamsted, Lambeth och Bermondsey. 1072 anförtroddes han Cornwall efter att den tidigare ägaren återvänt hem till Bretagne, trots att han troligtvis aldrig blev earl, formellt sett. I vilket fall som helst var han den näst betydelsefullaste lekmannen i England. 
Robert tycks ha varit ointresserad av engelsk politik - somliga menar att han inte var tillräckligt klok för det - och tillbringade återstoden av Vilhelm Erövrarens regeringstid i Normandie. Han förblev lojal mot Vilhelm in i det sista, även då hans bror Odo av Bayeux revolterade och fängslades.  Vid Vilhelms dödsbädd lyckades han övertala honom att frige Odo.
Odo tycks ha dragit med sig Robert till handling, eftersom Robert deltog i upproret  1088, ett försök att ersätta Vilhelm Rufus med Robert Curthose. Efter Pevensey kapitulerat och upproret misslyckats, benådade Vilhelm Rufus honom, men Odo skickades i landsflykt till Normandie. Skillnaden i behandling kan återspeglat en samtida analys av Roberts bristande initiativförmåga. 
Han gifte sig med Matilda, dotter till  Roger de Montgomery, 1:e earl av Shrewsbury, och efterträddes av sonen Vilhem.